# Миронов Іван Гнатович
Іван Гнатович Миронов (1904, місто Юзівка, тепер Донецьк — 16 квітня 1962, місто Київ) — український радянський діяч, заступник секретаря Київського обласного комітету КП(б)У, 1-й секретар Подільського і Шевченківського районних комітетів КПУ міста Києва.

## Біографія
Народився в родині робітника-шахтаря. Трудову діяльність розпочав у дванадцятирічному віці, працював слюсарем заводу та коногоном шахти на Донбасі.
Член РКП(б) з 1923 року.
Працював на відповідальних комсомольських, радянських та партійних посадах.
Учасник німецько-радянської війни. Виконував спеціальні завдання в тилу німецьких військ.
У 1943 — листопаді 1946 року — 1-й секретар Подільського районного комітету КП(б)У міста Києва.
У листопаді 1946 — квітні 1948 року — заступник секретаря Київського обласного комітету КП(б)У із торгівлі і громадського харчування — завідувач відділу торгівлі і громадського харчування Київського обласного комітету КП(б)У.
У квітні 1948 — 1950 року — заступник міністра торгівлі Української РСР із кадрів.
У 1950—1960 роках — 1-й секретар Молотовського (з 1957 року — Шевченківського) районного комітету КП(б)У міста Києва.
Потім — персональний пенсіонер в місті Києві.
Помер 16 квітня 1962 року в Києві.

## Нагороди
- орден Трудового Червоного Прапора (23.01.1948)
- два ордени
- медалі